# Riolita

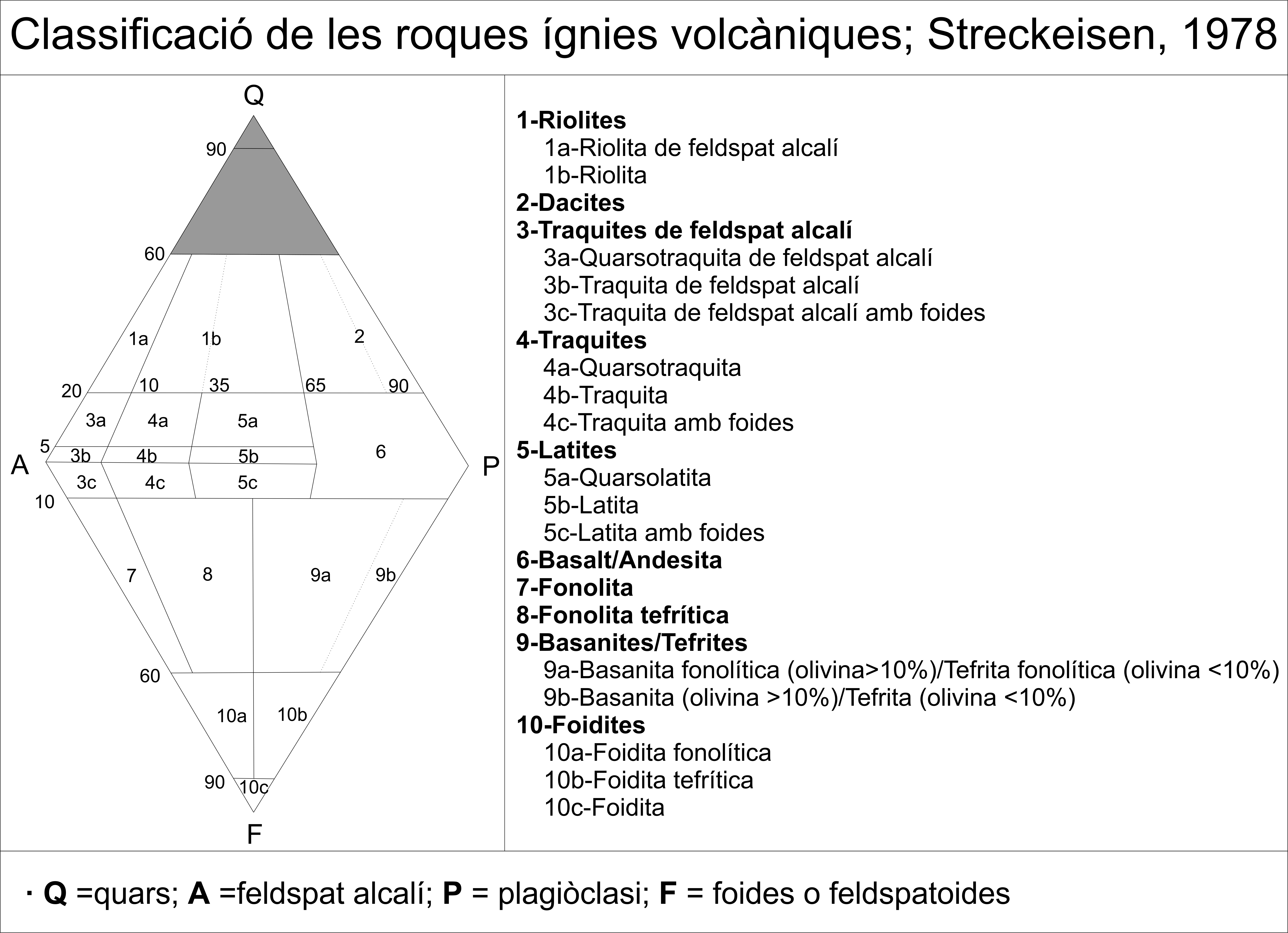
Classificació de les roques ígnies volcàniques segons Streckeisen 1978. La riolita es troba al lloc 1b.

La riolita (del grec ῥεῖν ‘escolar-se, fluir’ i λίθος ‘pedra’), també coneguda amb el nom de liparita, és una roca ígnia volcànica que es produeix per la violenta sortida a l'exterior de la Terra de magma. El ràpid refredament que suporta fa que la roca cristal·litzi de tal manera que els seus cristalls no es distingeixin a simple vista. Per tant, aquesta roca té una textura afanítica.
Es forma quan un magma de la mateixa estructura química que el granit, magma àcid o fèlsic, arriba a la superfície terrestre. Aquest magma és ric en sílice, la qual cosa el fa viscós.
La riolita de ratlles consta de remolins de cristall i substàncies cristal·lines. Els cristall són de gra fi i contenen quars, feldespat i mica (com el granit). Aquestes roques presenten franges que es van formar en recórrer la lava distàncies curtes, després de l'erupció que la va portar a la superfície terrestre.
La major concentració de riolita es troba a North Island (Nova Zelanda). N'hi ha uns jaciments rics en sofre que són les restes d'una gran erupció volcànica. Es va escampar per l'aire un núvol de gas que va llançar lava per tota la zona. La lava es va endurir formant la riolita.
A Catalunya hi ha riolita a Gréixer (Berguedà).

## Usos
Pel seu alt contingut de sílice no sol usar-se en la indústria de la construcció.
A vegades, per falta d'una altra mena de roques, les riolitaes s'usen com a farcit l llastri de carreteres.
Antigues cultures, la usaven per a fabricar eines (ganivets, llances) només si tenen alt contingut de matriu vítria o components vitris, similar a l'obsidiana.
L'ús més important radica en el fet que a vegades les riolites poden emmagatzemar en els seus orificis minerals a manera de gemma.
Minerals com el beril vermell, topazi, àgata, jaspi i òpal, s'han format en les textures tipus geoda (vuggy o cavitats) que a vegades es formen en les riolites a causa de la fuita de gasos durant el refredament.